# Villa Roccaromana
Villa Roccaromana - poi de Gemmis - è una struttura di interesse storico di Napoli; è locata nel quartiere di Posillipo, per l'esattezza in Via Posillipo, 38. L'architettura in questione, sorge su antiche grotte scavate nel tufo.
Fu voluta nel 1814 da Nicola Caracciolo di Roccaromana, che la costruì su un terreno di 2,25 moggi di Michele Fiorillo e Giuseppe Pucci, allora proprietari di buona parte della collina di Posillipo. Il duca amò impreziosirla soprattutto di varie piante esotiche e vi fece anche costruire una pagoda a picco sul mare. Nella casa, il duca Nicola installò una ricchissima collezione di animali impagliati di cui oggi non rimane più niente. Vi organizzava grandi feste, soprattutto nelle grotte sopracitate.
Verso la fine del XIX secolo fu acquistata dalla nobile famiglia Le Mesurier di Birkenhead, che la utilizzò come residenza estiva. Appartenne quindi alla baronessa di Castel Foce Helen Anne de Gemmis.
La villa rimase della famiglia de Gemmis fino agli inizi del XXI secolo, quindi ha subito varie trasformazioni ed oggi risulta essere un condominio. Numerosi i reperti archeologici rinvenuti in questo luogo, risalenti al periodo dell'Impero romano.
Oggi, la villa Roccaromana è adibita ad abitazioni di uso civile.